# Getter Jaani
Getter Jaani (Tallin, Estonia, 3 de febrero de 1993), es una cantante estonia de pop, conocida por representar a su país en el Festival de la Canción de Eurovisión 2011 con la canción «Rockefeller Street».

## Biografía
Getter se hizo famosa en el concurso Eesti otsib superstaari (concurso similar a Operación Triunfo). Finalmente Getter se quedó a las puestas de la final consiguiendo la 4.ª posición al participar en el musical High School Musical en 2010, con el papel de Sharpay Evans. Ella también ha participado como ella misma en una serie de TV popular en escandinavia, llamada "Riigimehed", donde ha aireado sobre ETV (2010).
El comprador fue nacido y levantó en Tallin donde ella sigue sus estudios en el Centro de Disciplinas Profesionales para hacerse un estilista-sastre. Ella también toma clases interpretadoras en la Escuela de Bellas Artes, conducidas por Kaari Sillamaa quien ha escrito la lírica para Estonia en el Festival de la Canción de Eurovisión de 1996 ("Kaelakee hääl ") y 1999 ("Diamond of Night").
Participó en representación de Estonia en el Festival de la Canción de Eurovisión 2011 con «Rockefeller Street», una canción pop, con un estilo moderno y juvenil que consiguió pasar a la final tras quedar novena en la segunda semifinal. En la final, celebrada en Düsseldorf el 14 de mayo de 2011, quedó en vigesimocuarta posición con 44 puntos, a pesar de ser una de las favoritas.
El 26 de mayo, ella presentó montones de partes de Estonia para los finales magníficas del Festival de la Canción de Eurovisión 2012 en Bakú, Azerbaiyán.
El 7 de junio de 2012 Getter Jaani interpretó el Himno Nacional de Nueva York en el Red Bull Arena de Nueva York antes de la final nacional de fútbol americano, donde tuvo una gran acogida por la prensa de los Estados Unidos. Dos días después, el himno cantado por Getter llegó a la posición número veinticinco de los vídeos más vistos en toda América.
El 8 de junio de 2012, subió a su cuenta de VEVO de YouTube la canción "NYC Taxi", donde el vídeo está grabado en Nueva York. Ese mismo día, el vídeo de "NYC Taxi", fue el 3.er vídeo más visto en todo el mundo el día en que fue subido.

## Discografía

### Álbumes de estudio
| Título             | Detalles del Álbum                                                                                  | Mejores posiciones en listas |
| Título             | Detalles del Álbum                                                                                  | EST                          |
| ------------------ | --------------------------------------------------------------------------------------------------- | ---------------------------- |
| Rockefeller Street | - Fecha de Lanzamiento: 1 de mayo de 2011 - Discográfica: Moonwalk - Formatos: CD, Descarga digital | 3                            |

### Extended Plays

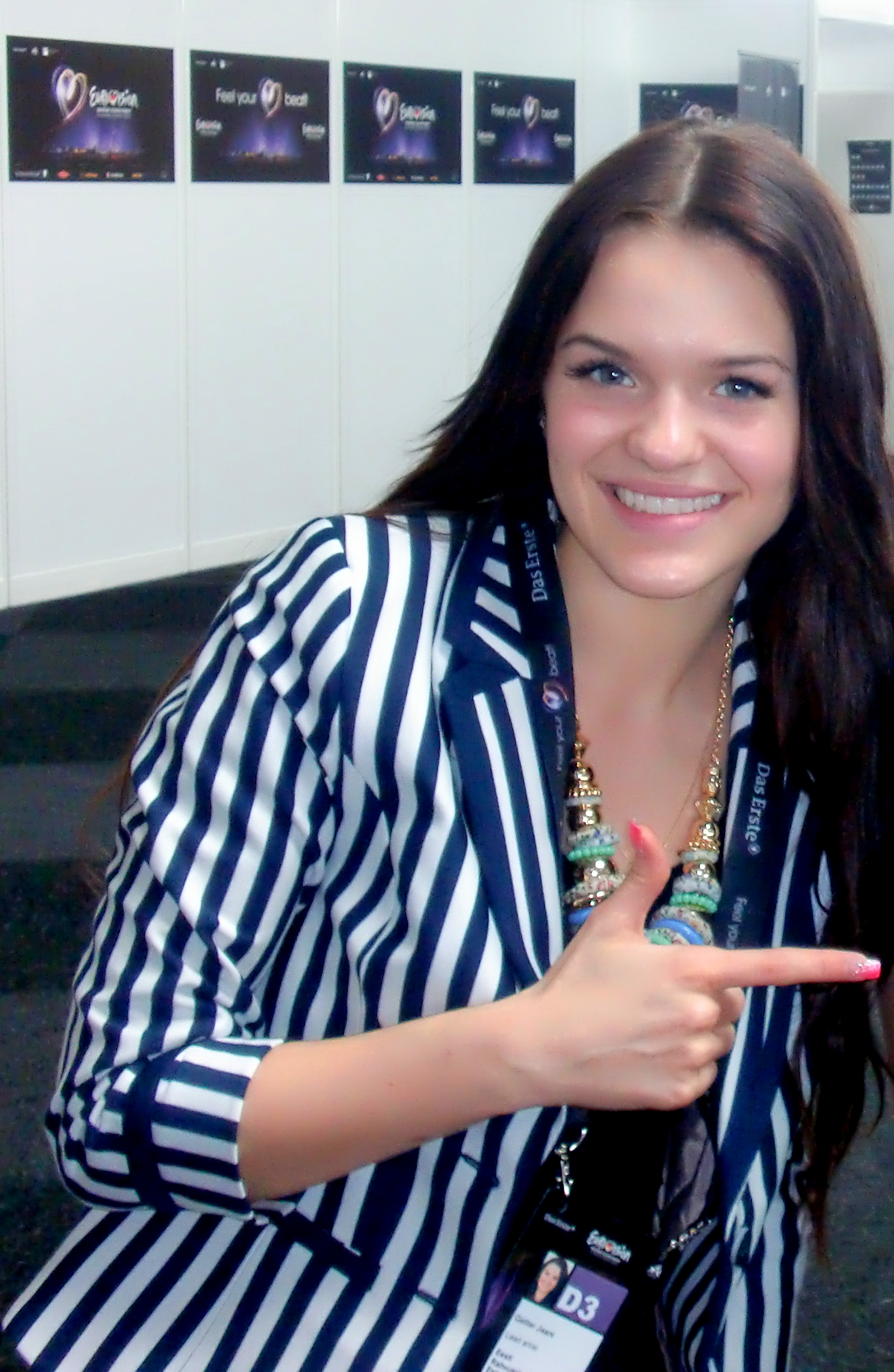
Getter Jaani en el Festival de la Canción de Eurovisión 2011

- 2010: Parim Päev EP
- 2011: Jõuluvalgus

### Sencillos
| Año  | Sencillo                                    | Posición en las listas de éxitos | Álbum              |
| Año  | Sencillo                                    | EST                              | Álbum              |
| ---- | ------------------------------------------- | -------------------------------- | ------------------ |
| 2010 | "Vaid Suve" (Feat. Chapter One)             | —                                |                    |
| 2010 | "Parim päev"                                | —                                | Parim Päev EP      |
| 2010 | "Grammofon"                                 | —                                | Parim Päev EP      |
| 2011 | "Rockefeller Street"                        | 3                                | Rockefeller Street |
| 2011 | "Valged Ööd" (feat. Koit Toome)             | 1                                | Rockefeller Street |
| 2011 | "Me kõik jääme vanaks"                      | 3                                | Rockefeller Street |
| 2011 | "Talveöö" (feat. Koit Toome and Karl Madis) | —                                | Jõuluvalgus        |
| 2012 | "NYC Taxi"                                  | 34                               |                    |

## Canciones interpretadas en el concurso estonioEesti otsib superstaari
| Semana      | Título                                 | Artista original        | Resultado          |
| Semifinales | Semifinales                            | Semifinales             | Semifinales        |
| ----------- | -------------------------------------- | ----------------------- | ------------------ |
| 1           | "Ma tõde tean"                         | Nele-Liis Vaiksoo       | Salvada            |
| 2           | "Cruella de Vil"                       | Bill Lee                | Salvada            |
| Finales     |                                        |                         |                    |
| 1           | "Iseendale"                            | Eda-Ines Etti           | Entre dos miembros |
| 2           | "Laul Põhjamaast"                      | Ülo Vinter              | Salvada            |
| 3           | "See maailm uus" ("A Whole New World") | Brad Kane & Lea Salonga | Salvada            |
| 4           | "I'm a Believer"                       | The Monkees             | Salvada            |
| 5           | "The Climb"                            | Miley Cyrus             | Entre dos miembros |
| 6           | "Stop it (I Like It)"                  | Rick Guard              | Salvada            |
| 6           | "Ice Cream Freeze (Let's Chill)"       | Miley Cyrus             | Salvada            |
| 7           | "Taas punab pihlakaid"                 | Ivo Linna               | Eliminada          |
| 7           | "Happy"                                | Leona Lewis             | Eliminada          |